# جون دويل (سياسي أسترالي)
جون دويل (بالإنجليزية: John Doyle)‏ هو سياسي أسترالي، ولد في 8 فبراير 1875، وتوفي في 25 مايو 1951 في أستراليا. حزبياً، نشط في حزب العمال الأسترالي. وقد انتخب عضو الجمعية التشريعية نيو ساوث ويلز عن دائرة Electoral district of Balmain ‏ (1920 – 1922) وانتخب عضو الجمعية التشريعية نيو ساوث ويلز عن دائرة Electoral district of Phillip ‏ (1917 – 1920).